# Riane Eisler
Riane Eisler (Bécs, 1931. július 22. –) amerikai író és társadalmi aktivista. Családjával gyerekkorában a nácik elől Kubába menekült, később az USA-ba emigrált. Jogi és szociológia végzettségét a Kaliforniai Egyetemen szerezte. Számos könyvet, cikket irt. Létrehozta a Center for Partnership Studies szervezetet, amelynek ő az elnöke.
Riane Eisler, a nagyhírű és sikeres The Chalice and The Blade ('A kehely és a kard') című könyvével várt elismert társadalomkutatóvá a gondolatokat összekötő, az emberi és közösségi folyamatokra figyelő módszereiben. Riane Eisler műve a társadalmi egyensúlyvesztés helyre állítást szolgáló, a férfi és női egyensúlyt megalapozó és azt feltételező együttműködésre épül, melynek régészeti alapjait Marija Gimbutas (az UCLA professzora) felismeréseire építi.
Legsikeresebb művei a The Chalice and the Blade: Our History, Our Future ('A kehely és a kard: Történelmünk és jövőnk'), és a Sacred Pleasure: Sex, Myth and the Politics of the Body ('Szent élvezet: szex, mítosz, és a test politikája'). Társszerzője a The Partnership Way: New Tools for Living and Learning ('A partnerség útján: az élet és a tanulás új eszközei') című műnek.

## Partneri és uralmi társadalommodell
Eisler szerint új társadalmi kategóriákra van szükség a már létezők (vallásos és szekuláris, jobboldali és baloldali, kapitalista és kommunista, keleti és nyugati, ipari és pre- vagy posztindusztriális) helyett, melyek szerinte nem írják le a társadalom hitének és intézményeinek egészét. Megalkotta a domination culture ('uralmi kultúra') kifejezést az olyan hierarchikus rendszerekre, melyeket félelem vagy erőszak tart össze, és megjegyezte, hogy a családban és állami szinten is megnyilvánuló autoritárius uralom egyik fő eleme a nők alávetettsége, legyen szó akár a náci Németországról, akár a forradalom utáni Iránról, akár korábbi kultúrákról, ahol az erőszak és despotikus uralom volt a norma.
Elemezte az indoeurópai és más társadalmak androkráciáját (ahol a társadalmi berendezkedés irányítói a férfiak), és összehasonlította az általa javasolt partneri modellel (nem a matriarchátussal), ami a neolit kori Európára és később a krétai minószi kultúrára volt jellemző. Annak alátámasztására, hogy ezekben a kultúrákban sem a nők, sem a férfiak nem uralkodtak a másik nem felett, Eisler régészeti bizonyítékokat sorol fel Délkelet-Európából, különösen Krétáról. Nagyban támaszkodik Marija Gimbutas, James Mellaart, Nicolas Platon és Vere Gordon Childe kutatásaira. Hipotézise a történelem előtti időkről olyan forrásokat is alapul vesz, mint a gnosztikus evangéliumok és a Hésziodosz leírta történelem. Sokat merít a kultúraközi tanulmányokból, hogy a kortárs társadalmakról alkotott feltételezését alátámassza. Ő, illetve a partneri és uralmi modellt használó más tudósok ezt az elemzést több területen is alkalmazták, a politikától és gazdaságtól kezdve a vallás, üzlet és oktatás területéig.

## Társadalmi aktivizmusa
Riane Eisler hatására a Kínai Társadalomtudományi Akadémia Filozófiai Intézetének professzora, Min Csiajin összeállított egy kötetet The Chalice and the Blade in Chinese Culture ('A kehely és a kard a kínai kultúrában') címmel. Ez 1995-ben jelent meg a Kínai Társadalomtudományi Kiadónál. A mű Eisler kulturális átalakulás elméletét a kínai kultúrára próbálta alkalmazni, és azt találta, hogy Ázsiában is lezajlott a váltás a partneri modellről az uralmira. Eisler munkája számos más könyvet és disszertációt is ihletett világszerte.
Nemzetközi bestsellere, The Chalice and The Blade: Our History, Our Future (A kehely és a kard: Történelmünk és jövőnk') már 22 nyelven megjelent, beleértve a legtöbb európai nyelvet, valamint a kínait, koreait, japánt, hébert és arabot. Ashley Montagu antropológus szerint „a legfontosabb könyv Darwin A fajok eredete című műve óta”.
A The Real Wealth of Nations: Creating a Caring Economics ('A nemzetek igazi vagyona: a gondoskodó gazdaság megteremtése') Desmond Tutu érsek szerint „terv ahhoz a jobb világhoz, melyre oly sürgetően vágyunk”, Peter Senge szerint „kétségbeesett szükségünk van rá” és Gloria Steinem szerint „forradalmi”. Ebben a gazdaság egy új megközelítését veti fel, ami láthatóvá teszi és értékeli a legfontosabb emberi munkát: az emberekről és a bolygóról való gondoskodást. Egyéb könyvei közt szerepel a The Power of Partnership ('A partnerség hatalma') és a Tomorrow’s Children ('A holnap gyermekei'), valamint a Sacred Pleasure (Szent élvezet'), ami a szexualitás és spiritualitás kapcsolatát vizsgálja, illetve a Women, Men, and the Global Quality of Life ('Nők, férfiak és a világ életminősége'), ami statisztikákkal alátámasztva dokumentálja, milyen szerepet játszik a nők helyzete egy ország általános életminőségében.
Riane Eisler gyakran ad beszédeket konferenciákon világszerte, és üzleti, valamint kormányzati tanácsokat is ad partneri modellje alkalmazásához. Részt vett konferencián Németországban (Prof. Rita Suessmuth, a Bundestag elnöke és Daniel Goeudevert, a Volkswagen elnöke meghívására), Kolumbiában a bogotái polgármester meghívására, és Csehországban, Václav Havel meghívására.
Alapító tagja a General Evolution Research Groupnak (GERG; Általános Evolúciókutató Csoport), tagja a World Academy of Art and Science-nek és a World Business Academynek, valamint részt vesz a World Commission on Global Consciousness and Spirituality munkájában a dalai lámával, Desmond Tutuval és más vallási vezetőkkel. Betty Williamsszel együtt alapítója a családon belüli erőszak ellen küzdő Spiritual Alliance to Stop Intimate Violence (SAIV) egyesületnek. Elnöke a  Center for Partnership Studies kutatóközpontnak, melyet 1987-ben alapítottak és az Eisler alkotta partneri modell kutatásával, fejlesztésével és ismertté tételével foglalkozik.
Az emberi jogok terén kifejtett tevékenysége a nemzetközi szervezetek figyelmét is ráirányította a nők és gyermekek jogaira. A kultúrák átalakulása terén folytatott kutatásai több tudományterületre hatással voltak, közte a történelemre, szociológiára, gazdaságra és oktatásra. Több mint 200 tanulmányt és cikket írt többek közt a Behavioral Science, Futures, Political Psychology, and The UNESCO Courier to Brain and Mind, Yes!, Human Rights Quarterly, The International Journal of Women's Studies és a World Encyclopedia of Peace kiadványokba.
Számos kitüntetésben részesült, megkapta a Humanist Pioneer Aawardot és az első Alice Paul ERA díjat. Húsz nagy gondolkodó – köztük Hegel, Adam Smith, Marx és Arnold Toynbee – közt ő az egyetlen nő, akit beválasztottak a Macrohistory and Macrohistorians című könyvbe, elismeréséül kultúrtörténészi és evolúciókutatói munkásságáért. Egyike a Women's Rights Law Reporter, az első, kizárólag a nők jogaival foglalkozó jogi folyóirat alapítóinak.

## Bibliográfia
- Dissolution: NoFault Divorce, Marriage, and the Future of Women. New York: McGraw-Hill, 1977.
- The Equal Rights Handbook: What ERA means for your life, your rights, and your future. New York: Avon, 1979.
- The Chalice and The Blade: Our History, Our Future. New York: Harper & Row, 1989. ISBN 0-06-250289-1
- Sacred Pleasure: Sex, Myth, and the Politics of the Body.  San Francisco: Harper, 1996.  ISBN 0-06-250283-2
- The Partnership Way: New Tools for Living and Learning, with David Loye, Holistic Education, 1998 ISBN 0962723290
- Tomorrow's Children: A Blueprint for Partnership Education in the 21st Century (2000)
- The Power of Partnership: Seven Relationships that will Change Your Life (2002)
- Educating for a Culture of Peace (2004)
- The Real Wealth of Nations: Creating a Caring Economics. San Francisco: Berrett-Koehler, 2007. ISBN 978-1-57675-388-0